# Dokter Corrie
Dokter Corrie was een televisierubriek over puberteit en seksualiteit in het Nederlands, waarin Martine Sandifort het gelijknamige personage speelde. De rubriek werd onder meer uitgezonden in het  Schooltv-weekjournaal van de NTR. Het kenniscentrum voor seksualiteit Rutgers WPF gaf voor de rubriek inhoudelijk advies. De rubriek werd voor het eerst uitgezonden op 6 september 2013. Gekleed in een witte doktersjas behandelt "dokter Corrie" iedere aflevering een ander thema met betrekking tot seksualiteit. De NTR zond dit programmaonderdeel uit als hulpmiddel bij de vanaf december 2012 in het basisonderwijs verplichte lessen over seksualiteit.
In het voorjaar van 2015 kreeg Dokter Corrie haar eigen programma in het kinderblok Zapp. Het heette De Dokter Corrie Show. De in totaal 21 afleveringen van 22 minuten werden 's zondags uitgezonden om 18:15 uur. Alle afleveringen bleven online beschikbaar.

## Opzet
Dokter Corrie krijgt aan het begin van de rubriek een videobericht van een bekende Nederlander, zoals van Lucille Werner en Willie Wartaal. Daarna legt ze aan de kijkers uit wat dit onderwerp met seksualiteit te maken heeft.

## Discussie
De uitzendingen werden deels ontvangen met kritiek en leidden tot media-aandacht in kranten en op tv. De Telegraaf noemde het een rel. In de Tweede Kamer werden Kamervragen gesteld door Joël Voordewind van de ChristenUnie. Een aantal christelijke scholen beëindigde het kijken naar de uitzending van het Schooltv-Weekjournaal na klachten van ouders. 
Een medewerker van het Schooltv-weekjournaal verdedigde in een ingezonden artikel in het christelijke Nederlands Dagblad het programma als goede aanleiding voor een gesprek tussen ouders en kinderen over seksualiteit. De directeur van Rutgers WPF gaf op de radio aan dat de bezorgde ouders niet goed op de hoogte waren van hoe kinderen tegenwoordig met seksualiteit bezig zijn.